# Coppa della Sila 1935
Coppa della Sila 1935 je bila neprvenstvena dirka za Veliko nagrado v sezoni 1935. Odvijala se je 6. oktobra 1935 v Cosenzi. 

## Rezultati

### Prva preddirka
Odebeljeni dirkači so se uvrstili v finale.
| Poz | Št | Dirkač        | Moštvo      | Dirkalnik    | Krogi | Čas/Odstop |
| --- | -- | ------------- | ----------- | ------------ | ----- | ---------- |
| 1   | 1  | Ettore Bianco | Privatnik   | Maserati 4CM | 20    | 38:46,4    |
| 2   | 6  | Mario Bilotti | Luigi Platé | Talbot T700  | 20    | + 50,0 s   |
| 3   | 4  | Luigi Musso   | Privatnik   | Fiat Balilla | 20    | + 3:09,8   |

### Druga preddirka
Odebeljeni dirkači so se uvrstili v finale.
| Poz | Št | Dirkač            | Moštvo             | Dirkalnik        | Krogi | Čas/Odstop |
| --- | -- | ----------------- | ------------------ | ---------------- | ----- | ---------- |
| 1   | 9  | Carlo Pintacuda   | Scuderia Ferrari   | Alfa Romeo P3    | 20    | 34:56,6    |
| 2   | 11 | Pietro Ghersi     | Scuderia Subalpina | Maserati 6C-34   | 20    | + 1:28,6   |
| 3   | 15 | Renato Balestrero | Gruppo San Giorgio | Alfa Romeo Monza | 20    | + 2:39,2   |

### Tretja preddirka
Odebeljeni dirkači so se uvrstili v finale.
| Poz | Št | Dirkač               | Moštvo             | Dirkalnik      | Krogi | Čas/Odstop |
| --- | -- | -------------------- | ------------------ | -------------- | ----- | ---------- |
| 1   | 8  | Antonio Brivio       | Scuderia Ferrari   | Alfa Romeo P3  | 20    | 33:58,2    |
| 2   | 10 | Eugenio Siena        | Scuderia Subalpina | Maserati 6C-34 | 20    | + 6,2 s    |
| 3   | 13 | Victor Hugo Mallucci | Privatnik          | Maserati 26M   | 20    | + 4:03,4   |

### Niso štartali (DNS) ali se udeležili dirke (DNA)
Navedeni so posebej, ker ni znano, v kateri od preddirk bi naj nastopili.
| Št | Dirkač            | Moštvo    | Dirkalnik        |
| -- | ----------------- | --------- | ---------------- |
| 2  | Nicola Cherubini  | Privatnik | Fiat 508         |
| 3  | Nappo             | Privatnik | BNC              |
| 5  | Pietro Ferraro    | Privatnik | Fiat 508         |
| 7  | Francesco Alfano  | Privatnik | Fiat 1100        |
| 12 | Emilio Romano     | Privatnik | Bugatti T51      |
| 14 | Luigi Filippone   | Privatnik | Alfa Romeo       |
| 16 | Antonio Quericoli | Privatnik | Maserati         |
| 17 | Decapitani        | Privatnik | Talbot 700       |
| 18 | Mario Lombardi    | Privatnik | Maserati         |
| 19 | Luigi Pages       | Privatnik | Alfa Romeo Monza |
| 20 | Corti             | Privatnik | Fiat 1100        |

### Finale
| Poz | Št | Dirkač            | Moštvo             | Dirkalnik        | Krogi | Čas/Odstop |
| --- | -- | ----------------- | ------------------ | ---------------- | ----- | ---------- |
| 1   | 8  | Antonio Brivio    | Scuderia Ferrari   | Alfa Romeo P3    | 50    | 1:26:57,0  |
| 2   | 11 | Pietro Ghersi     | Scuderia Subalpina | Maserati 6C-34   | 49    | +1 krog    |
| 3   | 1  | Ettore Bianco     | Privatnik          | Maserati 4CM     | 47    | +3 krogi   |
| 4   | 15 | Renato Balestrero | Gruppo San Giorgio | Alfa Romeo Monza | 45    | +5 krogov  |
| 5   | 6  | Mario Bilotti     | Luigi Platé        | Talbot T700      | 41    | +9 krogov  |
| Ods | 10 | Eugenio Siena     | Scuderia Subalpina | Maserati 6C-34   |       |            |
| Ods | 9  | Carlo Pintacuda   | Scuderia Ferrari   | Alfa Romeo P3    |       |            |